# Daisy Johnson
Pour les articles homonymes, voir Johnson.
Daisy Johnson est une super-héroïne appartenant à l'univers Marvel de la maison d'édition américaine Marvel Comics. Créé par le scénariste Brian Michael Bendis et le dessinateur Gabriele Dell'Otto, le personnage de fiction apparaît pour la première fois dans le comic book Secret War #2 de 2004.
Son apparence a été dessinée d'après celle d'Angelina Jolie dans le film Les Pirates du cyberespace (1995)

## Biographie du personnage
Daisy Louise Johnson est la fille illégitime de Calvin Zabo, alias Mister Hyde.
Recrutée par le SHIELD, elle devient une alliée proche de Nick Fury lorsque ce dernier quitte son poste. Elle possède une accréditation de niveau 10 au sein de l'organisation, au même titre que la Veuve Noire. Un de ses noms de code est Quake, en raison de ses pouvoirs, mais elle a aussi utilisé le pseudonyme Cory Sutter.
Lors du crossover Secret Invasion, elle fut approchée discrètement par Fury, et assembla les Secret Warriors, une équipe destinée à combattre l'invasion Skrull.

## Pouvoirs et capacités
Daisy Johnson génère de puissantes vagues vibrantes, ayant l'effet de séismes. Elle est immunisée contre ses propres vibrations. Ses vibrations lui permettent de briser toute sortes d'objet ou encore de blesser ses ennemis. Elle peut également se projeter dans les airs afin de voler. Elle possède aussi une forme de bouclier psychique. Elle est une agente entraînée du SHIELD, agile, et très bonne tireuse. Elle est aussi une très bonne espionne.

## Apparitions dans d'autres médias

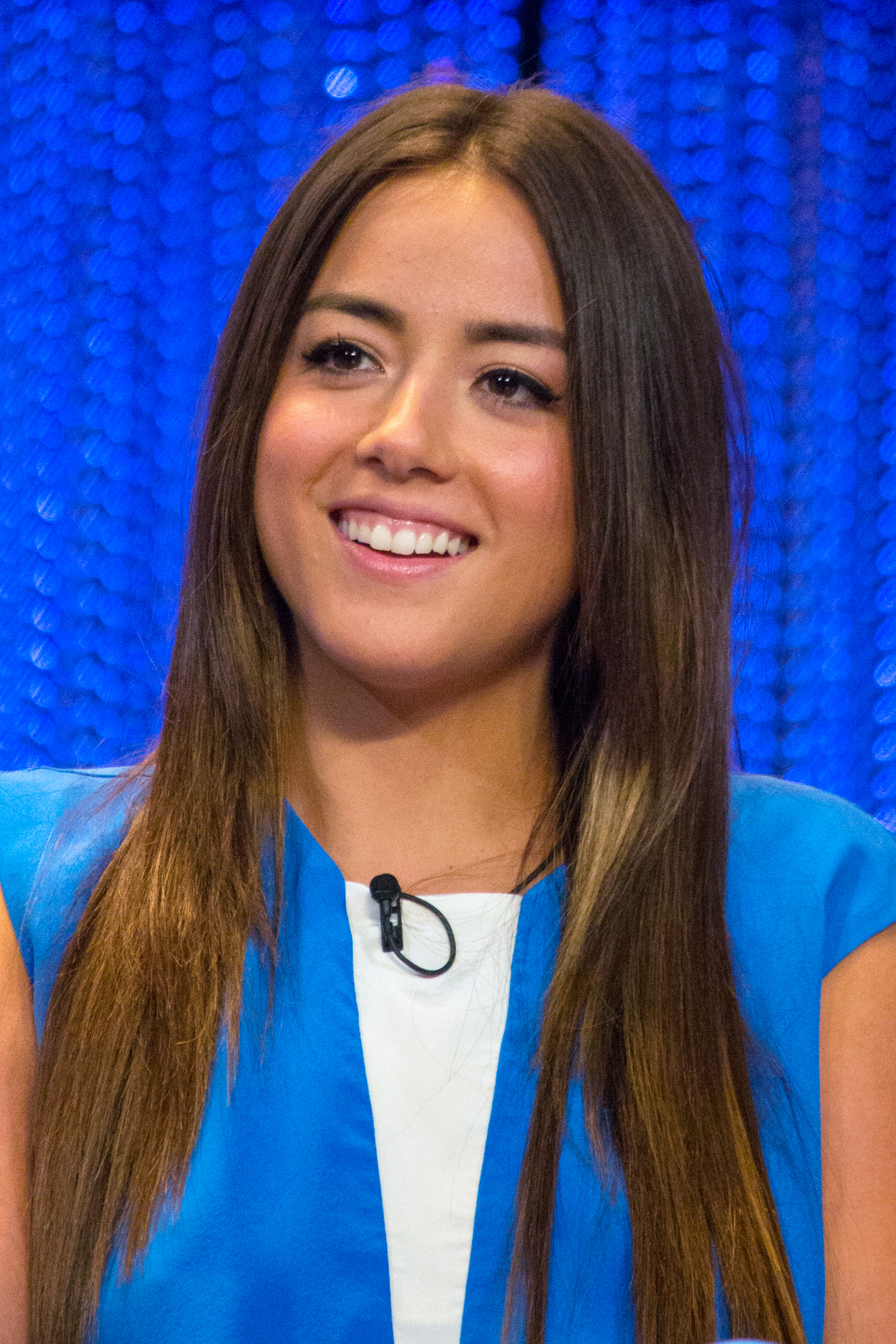
Chloe Bennet incarne Daisy Johnson/Quake dans Les Agents du SHIELD (2014).

Sauf indication contraire, les informations mentionnées dans cette section peuvent être confirmées par la base de données cinématographiques IMDb,  présente dans la section « Liens externes ».

### Télévision
- 2012 : Avengers : L'Équipe des super-héros (série d'animation)
- 2018 : Marvel Rising (série d'animation)
- 2018 : Marvel Rising: Secret Warriors (téléfilm d'animation)

Interprétée par Chloe Bennet dans l'Univers cinématographique Marvel
Depuis 2013 : Marvel : Les Agents du SHIELD (série télévisée) – Dans la saison 1, elle est connue sous le nom de Skye, une hackeuse. Orpheline et à la recherche de son identité qui serait contenue dans des dossiers classifiés du SHIELD, elle est recrutée comme consultante pour l'agence par Phil Coulson. Elle devient vite un atout de poids pour l'équipe grâce à ses talents de piratage.
Dans la saison 2, son équipe et elle partent à la poursuite d'une cité perdue enfouie pour expliquer les accès de démence de Coulson. Elle rentre alors en contact avec l'Obélisque, un objet d'origine Kree contenant de la brume tératogène, qui lui confère le pouvoir de générer des ondes sismiques à l'aide de ses mains. Elle devient alors une Inhumaine. Au début déboussolée par ses pouvoirs et peu aidée par ses amis dépassés par la situation, elle est transportée dans l'Outre-Monde, un endroit isolé réservé aux Inhumains pour les protéger du monde extérieur et leur apprendre à contrôler leurs pouvoirs. Skye y rencontre plusieurs autres inhumains, dont Gordon, un téléporteur, Lincoln, doué d'électrokinésie et leur chef Jiaying, qui lui révèle qu'elle est en réalité sa mère et que le nom de Skye est en réalité Daisy. Si Jiaying a abandonné sa fille, c'est parce qu'elle a été attaquée par Hydra qui l'a laissée pour morte et l'a marquée à vie. Skye comprend du même coup que son père est Calvin Zabo, un dangereux scientifique qui a développé une formule chimique après la mort supposée de Jiaying, afin de pouvoir protéger sa famille si elle était attaquée de nouveau.
Skye découvre finalement que Jiaying a l'intention de créer le plus d'Inhumains possibles (sans se soucier que de nombreux humains périront durant le processus), étant consciente qu'une guerre couve entre les Inhumains et le reste de l'humanité. Alors que Jiaying est sur le point de tuer sa fille qui lui barrait la route, Calvin exécute sa femme pour sauver la vie de sa fille. Comprenant que son père n'est pas foncièrement mauvais, Skye adopte définitivement son vrai nom.
Dans la saison 3, Daisy s'efforce désormais de récupérer les Inhumains qui se sont déclarés à travers le monde. Elle finit par tomber sous le contrôle d'un Inhumain immensément puissant nommé Alveus, capable notamment d'asservir les consciences des autres Inhumains et de les placer sous son contrôle mental. Dès lors, elle se retourne contre son équipe, qui finit toutefois par la libérer de son emprise. Alveus est détruit dans le season finale, mais c'est au prix du sacrifice de Lincoln, ce qui laisse Daisy inconsolable.
Dans la saison 4, Daisy en deuil décide de s'éloigner de l'équipe et mener ses propres combats, surtout contre les Chiens de garde (ou Watchdogs). Mais elle fait la rencontre de Robbie Reyes aka Ghost Rider. Ils font équipe et cela les amène à croiser à nouveau la route du SHIELD que Daisy réintégre. Mais le SHIELD fait face à la menace des L.M.D. fabriqué par Holden Radcliff qui souhaite remplacer tous les agents du SHIELD par des robots et emprisonner leur esprit dans la Charpente (ou Framework) ; un monde virtuel où HYDRA domine le monde. Pour sauver son équipe Daisy ainsi que Gemma Simmons sont contraintes d'intégrer la Charpente et découvrent un tout nouveau monde. Daisy n'a plus de pouvoir, elle est en couple avec Grant Ward et travaille pour Hydra. Elle réussit à récupérer ses pouvoirs et trouver un portail pour faire sortir toute son équipe de la prison virtuelle.
Dans la saison 5, Daisy et l'équipe du SHIELD ont été capturés et transportés dans le futur grâce à un monolithe. Ils se retrouvent dans le Phare, un ancien bunker du SHIELD contrôlé par les Kree. Ils y découvrent la Terre totalement détruite et Daisy en serait la cause d'où son surnom de "destructrice de monde". Capturée par Kasius, le leader Kree, un inhibiteur de pouvoir lui est implanté. Elle réussit à s'enfuir et rejoint son équipe qui réussit à revenir dans le présent. Mais Daisy pense toujours être la destructrice de monde et refuse d'enlever son inhibiteur. Ce dernier lui est retiré de force par Fitz, victime de troubles psychologiques. Ces pouvoirs lui servent à combattre Ruby Hale mais surtout Graviton. Pour parvenir à vaincre ce dernier elle s'injecte du sérum Centipède, connu pour augmenter considérablement la force. Durant cette saison Daisy se retrouve directrice par intérim du SHIELD avant de laisser sa place à Alphonso Mackenzie.
Dans la saison 6, elle voyage dans la galaxie avec Simmons à la recherche de Fitz détenu par les chronicom avant de revenir sur Terre aider le SHIELD à stopper Sarge qui se retrouve être le portrait de Coulson. Daisy s'interroge sur Sarge s'il ne pourrait pas être une réincarnation de Coulson. Entre-temps, Fitz et Simmons reviennent sur Terre avec Izel qui s'avère avoir un lien avec Sarge. Daisy coordonne le SHIELD vers le temple d'Izel ou elle détient Mack et Yo-Yo. Daisy affronte Sarge qui se révèle être Pachoucoutica un alien insensible à ses pouvoirs. May arrive à tuer Izel permettant à Daisy de l'imobiliser pour que Mack le tue. L'équipe est rejointe par Simmons qui leur explique que les Chronicom veulent faire de la Terre leur nouvelle planète. Ils doivent les suivre à travers le temps pour s'assurer que le SHIELD puisse vivre.
Dans la saison 7, Daisy traque les chronicom à travers le temps pour s'assurer que le SHIELD existera et rencontre Daniel Sousa et commence une relation avec lui. Elle rencontre également Kora qui s'avère être sa demi-sœur travaillant pour les chronicom et Hydra. Daisy réussit néanmoins à la ramener auprès d'elle et élimine la menace Hydra et Chronicom. Un an plus tard, Daisy, Sousa et Kora voyagent ensemble pour le SHIELD à travers la galaxie.